# 청소년 성소수자의 자살
연구에 따르면 레즈비언, 게이, 양성애자, 퀴어, 퀘스쳐너리 등의 성소수자 청소년은 일반 인구보다 자살시도율과 자살성 사고의 빈도가 높은 것으로 나타났다.
청소년 성소수자는 자살 시도율이 가장 높은 집단 중 하나다.
일부는 이런 자살이 이성애 중심 주의적인 문화와 일상화된 성소수자 혐오와 관련되어 있다고 말한다.
특별히 섹슈얼리티나 젠더를 언급하지 않은 경우에도, 많은 자살 사례에서 청소년 성소수자를 향한 집단 괴롭힘은 자살을 부추기는 요소로 나타났다.
가족 수용 프로젝트(The Family Acceptance Project)의 연구는 자식의 성적 지향과 관련한 부모의 수용, 혹은 중립적 자세조차도 자살 시도율을 낮출 수 있다는 것을 입증했다.

## 연구
임상 사회복지사 케이틀린 라이언의 가족 수용 프로젝트(캘리포니아 주립 대학교)는 가족의 수용과 배제의 영향이 청소년 성소수자의 건강, 정신 건강, 행복, 자살, HIV/AIDS 감염과 노숙에 미치는 연구에 대한 첫 번째 연구를 실시했다.
연구에 의하면, 청소년기에 가족들에게 심한 배제를 경험한 청소년 성소수자들은 (부모 혹은 부양자에게 배제를 경험하지 않았거나 혹은 낮은 수준의 배제를 경험한 청소년에 비해) 자살을 시도할 확률은 8배, 높은 수준의 우울증을 앓고 있을 확률은 6배, 불법 약물을 사용할 확률은 3배, HIV나 다른 성병에 감염될 위험은 3배 높았다.
여러 연구들에 의하면, 레즈비언, 게이, 그리고 양성애자 청소년은 이성애자 청소년보다 더 높은 자살 시도율을 보인다. 자살 방지 자원 센터(The Suicide Prevention Resource Center)는 이런 연구들을 종합하여 청소년 성소수자의 30~40%가 자살을 시도한 것으로 추산했다.
1989년에 출판된 Report of the Secretary's Task Force on Youth Suicide라는 미국 정부의 연구는 청소년 성소수자가 다른 청소년에 비해 자살을 시도할 확률이 4배 높다고 밝혔다. 이성애자 또래와 비교할 때, 십대 동성애자들 사이에 자살성 사고와 전체적인 정신 건강의 문제가 더 널리 퍼지게 된 이유는 소수자 스트레스 때문이다.
2012년 성소수자 차별반대 무지개행동이 그해 7~8월 20살 미만 청소년 성소수자 221명을 대상으로 벌인 실태조사 결과를 보면, ‘학교에서 성적 지향 또는 성별 정체성으로 인한 차별이 심하다’고 답한 이들이 54.3%로 절반이 넘었다. 주관식 응답에서 청소년들은 “동성애는 정신병이다”, “에이즈 발병 원인은 동성 간 성관계” 같은 말들을 차별 사례로 꼽았다.
청소년 성소수자의 자살률을 정확하게 아는 것은 불가능하다. 왜냐하면 특히 청소년 집단에서는 성소수자의 존재가 숨겨져있거나 심지어 알려지지 않기 때문이다. 청소년 성소수자 사이에 자살이 널리 퍼진 이유를 설명하기 위해 추가 연구가 진행 중이다.
학교 풍토의 측면에서, the Chronicle of Higher Education의 연구에 따르면, 학생 혹은 대학교 직원 중 레즈비언, 게이, 양성애자의 약 25%, 그리고 트랜스젠더의 삼 분의 일이 성적 지향 혹은 성별 정체성 때문에 괴롭힘을 당한 적이 있다고 응답했다.
성소수자 학생은 일반 학생과 비교했을 때, 학교에서 안전하지 않다고 응답한 비율이 3배 정도 높았다(22% vs. 7%). 성소수자 학생의 90%은 지난 1년 간 괴롭힘 혹은 폭행을 당한 적이 있었다(일반 학생의 경우 62%). 게다가, LGBTQ 학생들은 괴롭힘과 차별로 인해 교육 기관을 떠날 것을 심각하게 고민했을 가능성이 일반 학생보다 컸다. 마이애미의 연구에 참여한 Susan Rankin은 "The 2010 State of Higher Education for LGBT People은 LGBTQ 학생, 교수, 직원들이 괴롭힘을 당하고, 대학 공동체가 따뜻하게 맞이하지 않는 등 '쌀쌀한' 대학 풍토를 경험한 것을 명백하게 보여주었다."고 밝혔다.
중화민국에서의 연구에 따르면, 타이완인 동성애자의 20%가 자살을 시도해본 적이 있다.
한국에서 2014년 게이인권단체 친구사이에서 조사한 한국 LGBTI사회적욕구조사에 따르면 한국 성적소수자의 42%가 ‘직장이나 가족에게 직접 차별이나 폭력을 당한 경험이 있다'고 밝혔으며, 청소년 성소수자의 46%가 자살을 시도한 적이 있다.

## 같이 보기
- 자살